# برلنتي عبد الحميد
برلنتي عبد الحميد (20 نوفمبر 1935- 1 ديسمبر 2010)، ممثلة مصرية.

## عن حياتها
ولدت نفيسة الاسم الحقيقي لبرلنتي، في السيدة زينب في القاهرة ، وبعد حصولها على دبلوم التطريز تقدمت إلى معهد الفنون المسرحية والتحقت بقسم النقد ولكن سرعان ما أقنعها الفنان زكي طليمات بأن تلتحق بقسم التمثيل في المعهد وتخرجت من المعهد العالي للتمثيل.
بدأت العمل على المسرح وكان أول أدوارها في مسرحية «الصعلوك» وشاهدها «بيبر زريانللي» واختارها للعمل في أول ظهور سينمائي لها من خلال فيلم شم النسيم عام 1952 ثم توالت أعمالها وتألقها في السينما المصرية.
شاركت في العديد من المسرحيات بعد انضمامها لفرقة المسرح المصري الحديث، ومن هذه المسرحيات قصة مدينتين والنجيل.
بدايتها السينمائية كممثلة رئيسية كانت العام 1952 في فيلم «ريا وسكينة» الذي اختارها فيه المخرج صلاح أبو سيف لتكون محطة انطلاق لها في السينما.
تزوجت من وزير الحربية المشير عبد الحكيم عامر. وأنجبا ولدا هو عمرو عبد الحكيم عامر، وقد كتبت كتابا حول هذا الزواج بعنوان (المشير وأنا) صدر عام 1993، كما أصدرت العام 2002 كتابا آخر بعنوان (الطريق إلى قدري.. إلى عامر) وتقول أنه أفضل توثيقا من كتابها الأول.

### وفاتها
توفيت في 1 ديسمبر 2010 بمستشفى القوات المسلحة بالمعادي عن عمر يناهز 75 عامًا، بعد إصابتها بجلطة في المخ.

## أعمالها

### الأفلام
- 1952: شم النسيم
- 1953: ريا وسكينة
- 1954: دايما معاك
- 1954: الحياة الحب
- 1954: أسعد الأيام
- 1955: قصة حبي
- 1955: رنة الخلخال
- 1955: درب المهابيل
- 1956: هارب من الحب
- 1956: حب وإنسانية
- 1956: إسماعيل يس في متحف الشمع
- 1956: إزاي أنساك
- 1957: حياة غانية
- 1957: حملة أبرهة على بيت الله الحرام
- 1958: قلوب العذارى
- 1958: سلطان
- 1958: بنت البادية
- 1959: فضيحة في الزمالك
- 1959: سمراء سيناء
- 1959: سر طاقية الإخفاء
- 1959: أحلام البنات
- 1960: نداء العشاق
- 1960: غرام في السيرك
- 1961: صراع في الجبل
- 1961: زيزيت
- 1963: أيام زمان
- 1964: شادية الجبل
- 1964: الشياطين الثلاثة
- 1976: العش الهادئ
- 1977: نساء في المدينة
- 1987: الهانم بالنيابة عن مين
- 1988: جواز في السر

### المسلسلات
- 1986: حارة الشرفا
- 1990: مخلوق اسمه المرأة

### المسرحيات
- 1974: أقوى من الزمن

## تجسيد شخصية برلتني
1. فيلم جمال عبد الناصر سنة 1999 بطولة خالد الصاوي وقامت بدور برلنتي الممثلة غادة عبد الرازق.
2. مسلسل صديق العمر سنة 2014 عن أحداث فترة الستينات بطولة جمال سليمان وباسم سمرة.. وقام بدور جمال عبد الناصر الممثل جمال سليمان وقامت بدور برلنتي الممثلة درة زروق

## روابط خارجية
- برلنتي عبد الحميد على موقع IMDb (الإنجليزية)
- برلنتي عبد الحميد على موقع قاعدة بيانات الأفلام العربية
- برلنتي عبد الحميد على موقع قاعدة بيانات الفيلم (الإنجليزية)
- برلنتي عبد الحميد على موقع كينوبويسك (الروسية)